# はじめまして、愛しています。
『はじめまして、愛しています。』（はじめまして あいしています）は、2016年7月14日から9月15日まで、毎週木曜日21時 - 21時54分に、テレビ朝日系の「木曜ドラマ」枠で放送されたテレビドラマである。主演は尾野真千子。
特別養子縁組をテーマにしたドラマで、脚本の遊川和彦は、テレビ朝日での連続ドラマ初脚本となる。

## 登場人物

### 主要人物
梅田美奈（うめだ みな）〈35〉
演 - 尾野真千子（幼少期：井上琳水）
世界的に有名な指揮者を父に持つピアニスト。25歳で信次と結婚。プロのピアニストとして認められるまで子どもは作らないと決め、自宅で子ども向けのピアノ教室を細々と開きながら国際コンクールでの入賞を目指している。10代の頃から挑戦を続け、35歳の今、戦績は49連敗。夢はかなわず、子どもも生まず、思いに任せない日々にも人前では笑顔で踏ん張っている。だが、その笑顔も子どもには通じず、苦手意識があることはいなめない。日常で溜まったうっぷんは一人自宅の便器に向かい絶叫して発散。レモネード作りが得意。
梅田信次（うめだ しんじ）〈45〉
演 - 江口洋介
美奈の夫。近所の不動産管理会社である、『富士丸不動産』に勤務している。まれに見るお人好しで損することもしょっちゅうだが、性格を改めようという気はない。また、すべての出会いや出来事には意味があると考えるたちで、時刻や車のナンバーでゲンを担ぐことが大好き。父と兄は他界。年老いた母は施設に入居。なにかと厄介ごとを持ち込んでくる妹弟がいるが大きな問題とは思っていない。美奈と美奈のピアノを心から愛し、結婚10年を迎えた今も愛情表現をためらわない。
梅田一（うめだ はじめ） / 黒川光（くろかわ ひかり）〈5〉
演 - 横山歩
近所のアパートで暮していたが、親に育児放棄をされ、美奈の家に忍び込み、美奈と出会う。先述の育児放棄もあって、完全に心を閉ざし、言葉を発することができなかったが、信次と美奈の愛情を受け、二人を「お父さん」「お母さん」と呼び、言葉も話し始め、幼稚園にも通うようになった。ピアノの才能がある。本名など詳しい情報は不明となっており、信次がつけた「一」という名前を使用していたが、第6話のエンディングで本名が「光」であることが明かされる。

### 美奈と信次の親族
梅田巧（うめだ たくみ）〈37〉
演 - 速水もこみち
信次の弟。優男で母性本能をくすぐるタイプ。定職に就かずフラフラし、常に女性関係のトラブルに巻き込まれている「どうしようもないダメ人間」だが、どこか愛嬌があり憎めない。結婚や家族制度に意味がないと考えており、生涯結婚しないと決めていたが、介護士の新井かほを妊娠させ、迷った末に結婚を決意する。
梅田志乃（うめだ しの）
演 - 浅茅陽子
信次、春代、巧の母。介護付有料老人ホーム「サニーロット南多摩」631号室の入所者。
不破太一（ふわ たいち）
演 - 夙川アトム
春代の夫。
不破明日香（ふわ あすか）〈8〉
演 - 平澤宏々路
春代の1人娘。学校で虐められていた。
不破春代（ふわ はるよ）〈40〉
演 - 坂井真紀
信次の妹。8歳の娘に過干渉な母。夫への興味はとうにない。おしゃべりで人に取り付くのがうまく、美奈にも母の見舞いをしばしば代行させている。親子は同じDNAを持っているからこそ愛せるという持論を展開し、血のつながらない子どもを養子にしようとする美奈に自尊心とおごりをチラつかせる。娘の明日香のことは誰よりも自分がわかっていると自負していたが、自分が原因で明日香が学校で虐められていたことには気づいていなかった。第9話で、第2子を妊娠したことを明かす。
追川真美（おいかわ まさよし）〈70〉
演 - 藤竜也
美奈の父。世界的に有名な指揮者。音楽に向かう愛情は常軌を逸していて、家族を顧みず社会常識は欠如。それが原因で妻は美奈が5歳の時に入水自殺している。娘の美奈とも親子とは思えぬ距離を置き、信次のことは名前すら覚えていない。幼いころの美奈にとっては音楽が唯一、そんな父と自分を結びつけるものだった。その呪縛は今も美奈を苦しめている。一にピアノの才能があることを早くから見抜いていた。

### その他
日陰蘭（ひかげ らん）
演 - 根本りつ子
真美の経理。支配人。
新井かほ（あらい かほ）
演 - 岡本玲（第4話 - ）
「サニーロット南多摩」の介護士。巧が結婚をためらっていたことから、当初は子供を一人で育てることを考えるようになっていたが、最終的には巧のプロポーズを受け入れ、二人で育てることを決意する。
吉井（よしい）
演 - 山崎樹範
警察官。階級は巡査。
片島典子（かたじま のりこ）
演 - 鈴木麻衣花
堂本の部下。
布川直行（ぬのかわ なおゆき）
演 - 横田大明
指揮者、真美の弟子。
マリ先生
演 - 大西礼芳（第6話 - ）
幼稚園の先生。
黒川月子（くろかわ つきこ）〈48〉
演 - 富田靖子（第6話 - ）
一の祖母を名乗る女性。出生届も所持しており、子供の速やかな引き取りを要求する。娘の育児放棄を「知らなかった」として問題視しておらず、また、梅田家を「一を育てるのには相応しくない場所」と批判したり、一を長野に連れていく際に「梅田家の二人は一を嫌っている」という嘘を吹き込んだりするなど、傲慢な物言いをする。
黒川泉（くろかわ いずみ）〈22〉
演 - 志田未来（第7話 - ）
一の実母、月子の娘。長野県にある「長野黒川病院」の精神神経科に入院していたが、第8話で退院する。第9話で入水自殺を図った後、実父から受けた性的虐待によって一を生んだことにより、一に対して虐待や育児放棄を行ったことを明かし、梅田夫婦と一との特別養子縁組に同意する。
堂本真知（どうもと まち）〈57〉
演 - 余貴美子
児童福祉司の資格を持つ児童相談所のベテラン職員。梅田夫妻と一（=ひかり）が特別養子縁組をできるかどうかを決定する審判の調査を担当している。何を考えているのか心の在りどころがわからない不気味さを漂わせ、梅田夫妻をはじめとする常に特別養子縁組を希望する里親たちに常日頃厳しい言葉を投げ掛けるが、これらの言動は、施設の子供たちを常に真摯に考え、里親たちの覚悟を質そうという意図によるものである。

## スタッフ
- 脚本 - 遊川和彦
- 監督 - 片山修、日暮謙、伊藤彰記
- 音楽 - 平井真美子
- 主題歌 - 槇原敬之「理由」（Buppuレーベル）[9]
- ゼネラルプロデューサー - 黒田徹也（テレビ朝日）
- プロデューサー - 山田兼司（テレビ朝日）、太田雅晴（5年D組）
- 制作協力 - 5年D組
- 制作著作 - テレビ朝日

## 使用楽曲
- モーツァルト - ピアノソナタ第11番 イ長調 K.331 第1楽章
- サン・サーンス - 動物の謝肉祭 第13曲「白鳥」

## 放送日程
| 章                                                            | 各話   | 放送日  | サブタイトル                                   | 演出     | 視聴率 |
| ------------------------------------------------------------- | ------ | ------- | ---------------------------------------------- | -------- | ------ |
| 第1章                                                         | 第1話  | 7月14日 | 夫婦は捨てられた子の本当の家族になろうと思った | 片山修   | 10.0%  |
| 第1章                                                         | 第2話  | 7月21日 | あなたの手は、離さない                         | 片山修   | 11.4%  |
| 第1章                                                         | 第3話  | 7月28日 | あなたの、あいを、ためします                   | 日暮謙   | 08.4%  |
| 第1章                                                         | 第4話  | 8月04日 | 5才の産声初めてしゃべった日                    | 日暮謙   | 09.8%  |
| 第1章                                                         | 第5話  | 8月11日 | 生まれて初めて書いた手紙                       | 片山修   | 08.8%  |
| 第2章                                                         | 第6話  | 8月18日 | 実母の影                                       | 日暮謙   | 09.1%  |
| 第2章                                                         | 第7話  | 8月25日 | 実母の正体                                     | 伊藤彰記 | 09.6%  |
| 第2章                                                         | 第8話  | 9月08日 | 本当の親子になるために                         | 日暮謙   | 10.0%  |
| 第2章                                                         | 最終話 | 9月15日 | 2人の母本当の親は、誰？                        | 片山修   | 11.6%  |
| 平均視聴率 9.9%（視聴率はビデオリサーチ調べ、関東地区・世帯） |        |         |                                                |          |        |

- 9月1日は「FIFAワールドカップ2018 アジア最終予選・日本×UAE」中継（19:00 - 21:35）および「報道ステーション」の前倒し拡大（21:35 - 23:10）のため休止。

## 受賞
- 第5回コンフィデンスアワード・ドラマ賞 脚本賞（2016年） - 遊川和彦[11][12]